# Савонь, Евгений Васильевич
Евгений Васильевич Савонь (14 марта 1974, Дятлово, Гродненская область, Белорусская ССР) — белорусский футболист, нападающий.

## Биография
Воспитанник ДЮСШ г. Дятлово и СДЮШОР № 6 г. Гродно, тренеры — Владимир Константинович Яковчик, А. А. Новиков. Взрослую карьеру начал в 1992 году в клубе второй лиги Беларуси «Кардан Флайерс» (Гродно), в дебютном сезоне забил 17 голов.
В ходе сезона 1993/94 перешёл в главный гродненский клуб — «Неман», выступал за него до 1997 года, сыграв 86 матчей в высшей лиге. В сезоне 1994/95 стал лучшим бомбардиром команды с 5 голами. В 1997 году ненадолго вернулся в «Кардан Флайерс», выступавший теперь в первой лиге.
В 1998 году перешёл в «Коммунальник» (Слоним), с которым в том же сезоне вылетел из высшей лиги, в 1999 году стал победителем первого дивизиона, а в 2000 году снова вылетел. Продолжал выступать за клуб в первой лиге до 2003 года, в сезоне 2004 года тоже был в заявке, но на поле не появлялся. Провёл более 100 матчей за клуб из Слонима.
В дальнейшем выступал в любительских соревнованиях. В 2009 году в составе вновь созданного клуба «Белтрансгаз» (Слоним) стал победителем чемпионата Гродненской области и чемпионата Беларуси среди любителей (третья лига). Сезон 2010 года провёл со своим клубом во второй лиге, затем окончательно завершил игровую карьеру. В «Белтрансгазе» также занимал должность старшего тренера.
Всего в высшей лиге Беларуси сыграл 129 матчей и забил 19 голов.
В 2010-е годы работал детским тренером в СДЮШОР № 6 г. Гродно.